# Pablo Bello
Pablo Bello Arellano (Lima, 19 de octubre de 1974) es un economista, académico, investigador, consultor y político chileno. Fue subsecretario de Telecomunicaciones del primer gobierno de la presidenta Michelle Bachelet.

## Biografía
Hijo de un descendiente directo de la familia de Andrés Bello, vivió parte de su infancia en Perú. Posteriormente se trasladó a Chile, donde estudió ingeniería comercial, en la Facultad de Economía y Negocios de la Universidad de Chile. Obtuvo la mención en economía.
Durante la administración de Eduardo Frei Ruiz-Tagle se desempeñó como asesor en telecomunicaciones de la División de Desarrollo de Mercados del Ministerio de Economía, Fomento y Reconstrucción.
Posteriormente, fue asesor en temas de regulación económica en la División de Coordinación Interministerial del Ministerio Secretaría General de la Presidencia. En 2002, estando ya en el Gobierno Ricardo Lagos, asumió como jefe de la división de política regulatoria y estudios en la Subsecretaría de Telecomunicaciones (Subtel).
Dejó este cargo en marzo de 2006, cuando asumió como subsecretario de Telecomunicaciones por encargo de la presidenta Michelle Bachelet.
Una vez fuera del Gobierno, cursó un MBA en la Escuela Superior de Administración y Dirección de Empresas de Madrid, España. En 2011 asumió como Director Ejecutivo (CEO) de la Asociación Interamericana de Empresas de Telecomunicaciones (ASIET) y Director del Centro de Estudios de Telecomunicaciones de América Latina (cet.la).
Desde 2019 es el director de Políticas Públicas de Mensajería Privada de Facebook (WhatsApp) para América Latina.

## Vida personal
Actualmente reside en Sao Paulo, Brasil